# Marie Knittelfelder
Marie Knittelfelder, (Pseudonym: Aline Aliberti; * 9. Dezember 1885 in Wies, Österreich-Ungarn; † 14. Mai 1959 in Graz) war eine österreichische Lehrerin, Lyrikerin und Schriftstellerin.

## Leben und Wirken
Marie Knittelfelder wirkte nach ihrer Ausbildung lange Jahre als Lehrerin an der Volksschule der Marktgemeinde Straß in Steiermark. Schon früh publizierte sie gelegentlich unter dem Pseudonym Aline Aliberti Gedichte in Anthologien und Zeitschriften. Im Jahre 1927 veröffentlichte sie unter ihrem Decknamen die Lebenserinnerungen des 1925 verstorbenen Bildhauers und Holzschnitzers Hans Brandstetter.
In dem NS-Sammelwerk Ruf von der Grenze. Ein Buch steirischer Kunst, das von Paul Anton Keller im Jahre 1942 herausgegeben wurde und einen Querschnitt durch das damalige literarische Kunstschaffen der Steiermark offenbaren sollte, beteiligte sich die Dichterin unter ihrem Klarnamen.
Marie Knittelfelder verbrachte nach der Pensionierung ihren Lebensabend in der Gemeinde Pölfing-Brunn unweit ihres Geburtsortes und war auch weiterhin schriftstellerisch tätig. 1955 erschien ihr erstes und zugleich einziges zu Lebzeiten publiziertes Buch. 1957 erhielt sie die Ehrenbürgerschaft ihrer Heimatgemeinde Wies, 1958 den Lyrikpreis der Stadt Graz.
Im Jahr 1960, ein Jahr nach ihrem Tode, benannte die Gemeinde Straß eine Grünanlage im Ort nach Marie Knittelfelder/Aline Aliberti und stellte dort eine Gedenktafel auf. Posthum erschienen fünf weitere Bücher, ihr zunächst von Paul Anton Keller betreuter Nachlass befindet sich heute im Besitz der Steiermärkischen Landesbibliothek.
In einer Kunstaktion im Rahmen des Programm-Schwerpunktes Kunst im öffentlichen Raum der in Wies beheimateten Kulturinitiative Kürbis wurde im Jahr 2011 der Wieser Marktplatz vom Grazer Künstler Erwin Posarnig virtuell in Aline-Aliberti-Platz umbenannt. Die Tafel befindet sich auf dem Gebäude der Neuen Mittelschule Wies.
2018 erschien, herausgegeben von Christian Teissl, mit Nun breite deine Flügel, Wind! ein Lesebuch mit bereits veröffentlichten und zum Teil unveröffentlichten Texten aus dem Nachlass.

## Werke
Eigene
- Schwermut löscht der goldenen Zeile Glänzen. Gedichte, Graz, 1955.
- Der Brief. Erzählung, in: Waldviertler Heimat, Jahrg. 7, Heft 3/4, 1958.
- Aus Herbst und Schweigen. Gedichte, Wolfsberg, 1959.
- Nachklang. Verse aus der Frühzeit und letzte Ernte. Wolfsberg, 1959.
- Das Amethystkreuz und andere Erzählungen, Krems, 1961.
- Aus herbstlichen Fernen. Begegnungen und Betrachtungen. Krems, 1962.
- Begegnungen mit Tieren und andere Erzählungen, Krems, 1963.
- Nun breite deine Flügel, Wind!, Ein Lesebuch, Herausgegeben von Christian Teissl, Wies, 2018

Herausgaben
- Hans Brandstetter: Wander- und Meisterjahre eines steirischen Bildners. Des Künstlers Lebenserinnerungen, 1927.